# Serie B 1955-1956 (pallacanestro maschile)
Il campionato di pallacanestro maschile 1955-1956 di serie B rappresenta la terza categoria nazionale italiana. È il primo organizzato con il nuovo ordinamento, le 32 squadre sono raggruppate in quattro gironi: le quattro vincitrici dei gironi sono promosse in Serie A e si disputeranno il titolo nazionale di Serie B in un concentramento finale, retrocedono in Serie C le ultime due classificate di ogni girone.

## Girone A

### Classifica
|  |    | Classifica finale 1955-1956 | Pt | G  | V  | N | P  | PtF | PtS |
|  | -- | --------------------------- | -- | -- | -- | - | -- | --- | --- |
|  | 1. | Tosi Legnano                | 22 | 13 | 11 | 0 | 2  | 573 | 446 |
|  | 2. | CUS Genova                  | 19 | 14 | 9  | 1 | 4  | 650 | 576 |
|  | 3. | Ginnastica Torino           | 18 | 14 | 9  | 0 | 5  | 697 | 626 |
|  | 4. | Picabe Bergamo              | 16 | 14 | 8  | 0 | 6  | 612 | 540 |
|  | 5. | CUS Modena                  | 14 | 14 | 7  | 0 | 7  | 601 | 614 |
|  | 6. | Pietro Micca Biella         | 10 | 13 | 5  | 0 | 8  | 576 | 598 |
|  | 7. | CUS Milano                  | 7  | 14 | 3  | 1 | 10 | 629 | 735 |
|  | 8. | Onda Pavia                  | 4  | 14 | 2  | 0 | 12 | 529 | 732 |

### Risultati
| Risultati           | LE    | GE    | TO    | MO    | BG    | MI    | BI    | PV    |
| ------------------- | ----- | ----- | ----- | ----- | ----- | ----- | ----- | ----- |
| Tosi Legnano        |       | 44-39 | 31-25 | 26-12 | 48-35 | 38-27 | 50-42 | 71-44 |
| CUS Genova          | 34-50 |       | 52-51 | 51-45 | 33-27 | 68-36 | 62-50 | 49-38 |
| Ginnastica Torino   | 34-52 | 60-52 |       | 66-39 | 51-43 | 68-59 | 62-44 | 57-39 |
| CUS Modena          | 43-38 | 28-36 | 50-45 |       | 37-34 | 60-50 | 56-47 | 55-42 |
| Picabe Bergamo      | 43-45 | 15-14 | 40-30 | 54-47 |       | 66-48 | 49-33 | 36-28 |
| CUS Milano          | 33-47 | 42-42 | 48-56 | 56-54 | 41-44 |       | 43-63 | 50-47 |
| Pietro Micca Biella | -     | 51-53 | 35-39 | 33-40 | 45-44 | 44-39 |       | 42-34 |
| Onda Pavia          | 35-33 | 39-65 | 42-53 | 36-35 | 40-82 | 38-57 | 27-47 |       |

## Girone B

### Classifica
|  |    | Classifica finale 1955-1956      | Pt | G  | V  | N | P  | PtF | PtS |
|  | -- | -------------------------------- | -- | -- | -- | - | -- | --- | --- |
|  | 1. | Stamura Ancona                   | 23 | 14 | 11 | 1 | 2  | 775 | 692 |
|  | 2. | Don Bosco Trieste                | 19 | 14 | 9  | 1 | 4  | 786 | 683 |
|  | 3. | Udinese                          | 14 | 13 | 7  | 0 | 6  | 645 | 618 |
|  | 4. | Morini Imola                     | 14 | 14 | 7  | 0 | 7  | 673 | 618 |
|  | 5. | Polisportiva Cestistica Rosetana | 12 | 14 | 6  | 2 | 6  | 726 | 761 |
|  | 6. | Montecatini Ferrara              | 10 | 13 | 5  | 0 | 8  | 631 | 696 |
|  | 7. | Libertas Vicenza                 | 10 | 14 | 5  | 0 | 9  | 687 | 739 |
|  | 8. | Cral Meneghel Pordenone          | 6  | 14 | 3  | 0 | 11 | 713 | 829 |

### Risultati
| Risultati                        | ANC   | TRI   | UDI   | IMO   | ROS   | VIC   | FER   | POR   |
| -------------------------------- | ----- | ----- | ----- | ----- | ----- | ----- | ----- | ----- |
| Stamura Ancona                   |       | 68-90 | 55-44 | 2-0   | 63-45 | 57-56 | 73-47 | 77-56 |
| Don Bosco Trieste                | 64-42 |       | 47-60 | 54-51 | 83-50 | 49-38 | 48-34 | 59-43 |
| Udinese                          | 42-51 | 43-41 |       | 33-35 | 51-39 | 61-54 | -     | 70-43 |
| Morini Imola                     | 43-49 | 65-52 | 55-53 |       | 67-52 | 55-33 | 68-44 | 55-53 |
| Polisportiva Cestistica Rosetana | 57-57 | 25-25 | 61-50 | 53-50 |       | 58-39 | 71-58 | 58-47 |
| Libertas Vicenza                 | 34-46 | 54-50 | 41-42 | 52-50 | 60-53 |       | 55-32 | 57-41 |
| Montecatini Ferrara              | 60-68 | 45-56 | 45-53 | 43-36 | 59-39 | 67-44 |       | 52-42 |
| Cral Meneghel Pordenone          | 54-67 | 65-68 | 51-43 | 45-43 | 52-65 | 78-70 | 43-45 |       |

## Girone C

### Classifica
|  |    | Classifica finale 1955-1956 | Pt | G  | V  | N | P  | PtF | PtS |
|  | -- | --------------------------- | -- | -- | -- | - | -- | --- | --- |
|  | 1. | Ex Massimo Roma             | 25 | 14 | 12 | 1 | 1  | 911 | 727 |
|  | 2. | CUS Pisa                    | 22 | 14 | 10 | 2 | 2  | 777 | 645 |
|  | 3. | CUS Perugia                 | 16 | 14 | 8  | 0 | 6  | 795 | 745 |
|  | 4. | Esperia Cagliari            | 16 | 14 | 7  | 2 | 5  | 721 | 782 |
|  | 5. | CUS Firenze                 | 14 | 14 | 7  | 0 | 7  | 728 | 713 |
|  | 6. | CRDM La Spezia              | 12 | 14 | 6  | 0 | 8  | 718 | 779 |
|  | 7. | Comando III ZAT Roma        | 7  | 14 | 3  | 1 | 10 | 716 | 844 |
|  | 8. | Libertas La Spezia          | 2  | 14 | 1  | 0 | 13 | 634 | 765 |

### Risultati
| Risultati            | ExROM | PIS   | PER   | CAG   | FIR   | MSPE  | ROM   | LSPE  |
| -------------------- | ----- | ----- | ----- | ----- | ----- | ----- | ----- | ----- |
| Ex Massimo Roma      |       | 61-45 | 76-45 | 77-60 | 73-51 | 70-55 | 76-53 | 73-42 |
| CUS Pisa             | 51-51 |       | 56-39 | 65-33 | 56-46 | 90-58 | 72-55 | 52-38 |
| CUS Perugia          | 63-70 | 58-48 |       | 67-31 | 63-43 | 64-40 | 53-39 | 71-47 |
| Esperia Cagliari     | 59-67 | 38-38 | 62-54 |       | 55-47 | 59-45 | 49-49 | 46-40 |
| CUS Firenze          | 55-58 | 32-49 | 64-44 | 59-52 |       | 67-45 | 64-48 | 68-56 |
| CRDM La Spezia       | 59-46 | 38-45 | 64-74 | 60-61 | 35-32 |       | 75-46 | 39-34 |
| Comando III ZAT Roma | 54-70 | 50-51 | 45-60 | 60-54 | 55-59 | 44-52 |       | 60-52 |
| Libertas La Spezia   | 35-43 | 48-59 | 60-40 | 54-62 | 24-41 | 47-53 | 57-58 |       |

## Girone D

### Classifica
|  |    | Classifica finale 1955-1956 | Pt | G  | V  | N | P  | PtF | PtS |
|  | -- | --------------------------- | -- | -- | -- | - | -- | --- | --- |
|  | 1. | Libertas Taranto            | 20 | 14 | 10 | 0 | 4  | 689 | 624 |
|  | 2. | Libertas Brindisi           | 19 | 14 | 9  | 1 | 4  | 833 | 747 |
|  | 3. | Partenope Napoli            | 19 | 14 | 9  | 1 | 4  | 923 | 793 |
|  | 4. | CUS Napoli                  | 18 | 14 | 9  | 0 | 5  | 675 | 628 |
|  | 5. | CUS Messina                 | 16 | 14 | 8  | 0 | 6  | 717 | 725 |
|  | 6. | Libertas Benevento          | 14 | 14 | 7  | 0 | 7  | 764 | 725 |
|  | 7. | Chieti Basket               | 4  | 14 | 2  | 0 | 12 | 497 | 660 |
|  | 8. | C.C.C. Napoli               | 2  | 14 | 1  | 0 | 13 | 623 | 819 |

### Risultati
| Risultati          | CusNa | BRI   | MES   | TAR   | BEN   | CHI   | CCCNa | ParNa |
| ------------------ | ----- | ----- | ----- | ----- | ----- | ----- | ----- | ----- |
| CUS Napoli         |       | 63-47 | 45-41 | 60-48 | 35-34 | 56-34 | 48-38 | 47-71 |
| Libertas Brindisi  | 56-35 |       | 64-51 | 51-46 | 66-47 | 51-38 | 79-49 | 68-68 |
| CUS Messina        | 57-50 | 68-62 |       | 24-53 | 75-62 | 2-0   | 70-50 | 95-83 |
| Libertas Taranto   | 36-31 | 48-33 | 48-38 |       | 46-43 | 63-36 | 42-27 | 62-50 |
| Libertas Benevento | 55-52 | 63-79 | 55-54 | 81-47 |       | 56-27 | 62-47 | 42-40 |
| Chieti Basket      | 38-45 | 42-51 | 33-38 | 37-42 | 38-37 |       | 53-46 | 18-30 |
| C.C.C. Napoli      | 32-46 | 47-61 | 34-45 | 38-41 | 55-67 | 71-44 |       | 41-68 |
| Partenope Napoli   | 41-62 | 82-65 | 86-59 | 75-67 | 64-60 | 72-59 | 93-48 |       |

## Finali per il titolo di B
| Roma 19 marzo 1956 | Stamura Ancona | 67 – 46 | Libertas Taranto |  |

| Roma 19 marzo 1956 | Ex Massimo Roma | 54 – 49 | Tosi Legnano |  |

| Roma 20 marzo 1956 | Tosi Legnano | 70 – 54 | Libertas Taranto |  |

| Roma 20 marzo 1956 | Ex Massimo Roma | 76 – 64 | Stamura Ancona |  |

| Roma 21 marzo 1956 | Stamura Ancona | 46 – 45 | Tosi Legnano |  |

| Roma 21 marzo 1956 | Ex Massimo Roma | 104 – 48 | Libertas Taranto |  |

### Classifica
|  |    | Classifica finale 1955-1956 | Pt | G | V | N | P | PtF | PtS |
|  | -- | --------------------------- | -- | - | - | - | - | --- | --- |
|  | 1. | Ex Massimo Roma             | 6  | 3 | 3 | 0 | 0 | 247 | 158 |
|  | 2. | Stamura Ancona              | 4  | 3 | 2 | 0 | 1 | 177 | 167 |
|  | 3. | Tosi Legnano                | 2  | 3 | 1 | 0 | 2 | 164 | 154 |
|  | 4. | Libertas Taranto            | 0  | 3 | 0 | 0 | 3 | 148 | 241 |

## Verdetti
- L'Ex Alunni Liceo Massimo Roma si laurea campione d'Italia di Serie B
- promosse in Serie A:
  - Tosi Legnano
Formazione: Ponzelletti, Lampugnani, Colombo, Quaglia, Lomazzi, Belotti, De Carli, Merlotti, De Bernardi
  - Stamura Ancona
Formazione: Giorgi, Rinaldi, Giardi, Spinucci, Polinori, Zani, Tagliarini, Roscioni, Mancini, Farini
  - Ex Alunni Massimo Roma
Formazione: Galli, Orlando, Fontana, Mariotti, Faina, Violati, Felsi, Martini, Di Girolamo, Magnaldi
  - Libertas Taranto
Formazione: De Cuia, Bortone, Furno, Stanzione, Perusci, Serpino, Andrenucci, Polito, Pavone, Carrara
- retrocesse in Serie C: Cus Milano; Onda Pavia; Libertas Vicenza, Cral Meneghel Pordenone; Comando III ZAT Roma; Libertas La Spezia; Chieti Basket; C.C.C. Napoli
- Il Pietro Micca Biella rinuncerà ad iscriversi al campionato di Serie B 1956-57, al suo posto verrà ripescata la Mens Sana Siena